# David Clark Cabeen
David Clark Cabeen  (* 24. Juni 1886 in Baraboo, Sauk County, Wisconsin; † 28. März 1965) war ein US-amerikanischer Romanist und Literaturwissenschaftler.

## Leben und Werk
Cabeen studierte an der University of Pennsylvania bei Hugo Albert Rennert, Jean Beck und  James Pyle Wickersham Crawford. Er promovierte mit der Arbeit The African novels of Louis Bertrand. A phase of the renascence of national energy in France (Philadelphia 1922).

## Schriften (Auswahl)

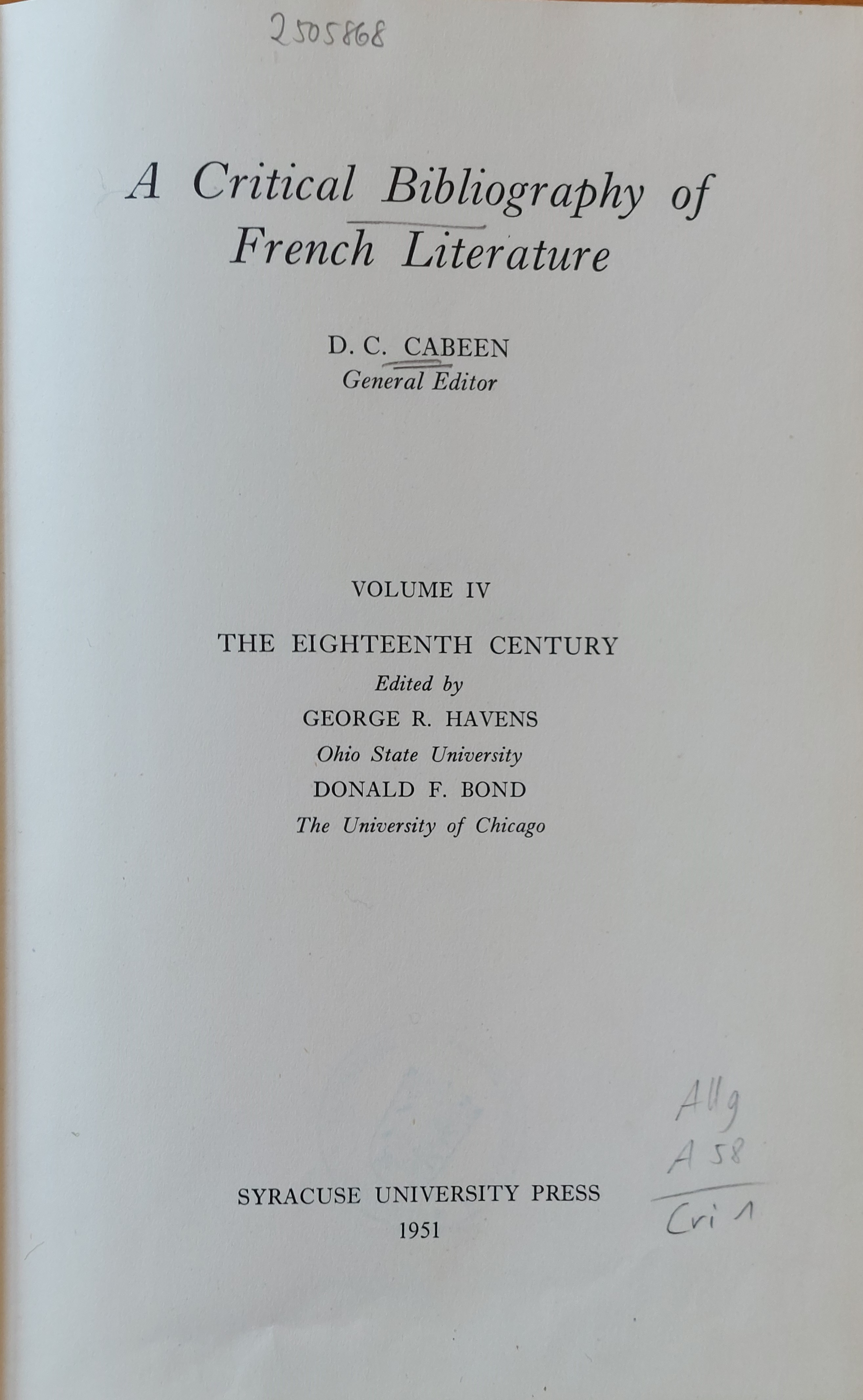
Band 4 (1951)

- (Hrsg.) Victorien Sardou, Madame Sans-Gêne, New York 1934
- Montesquieu. A bibliography, New York 1947, 1957
- (Hrsg. mit Richard A. Brooks and Jules Brody) A critical bibliography of French literature, Syracuse, New York 1947–1994
  - I, The medieval period, hrsg. von Urban Tigner Holmes, Jr., 1947, 1952
  - II, The sixteenth century, hrsg. von  Alexander Herman Schutz, 1956, 1966; (Neuauflage hrsg. von Raymond C. La Charité, 1985)
  - III, The seventeenth, hrsg. von Nathan Edelman, 1961
  - IV, The eighteenth century, hrsg. von George Remington Havens und Donald F. Bond, 1951 (Neuauflage hrsg. von Richard A. Brooks, 1968)
  - V, The nineteenth century, hrsg. von David Baguley, 1994
  - VI, The twentieth century, hrsg. von Douglas William Alden und Richard A. Brooks, 1980